# Kapitän zur See

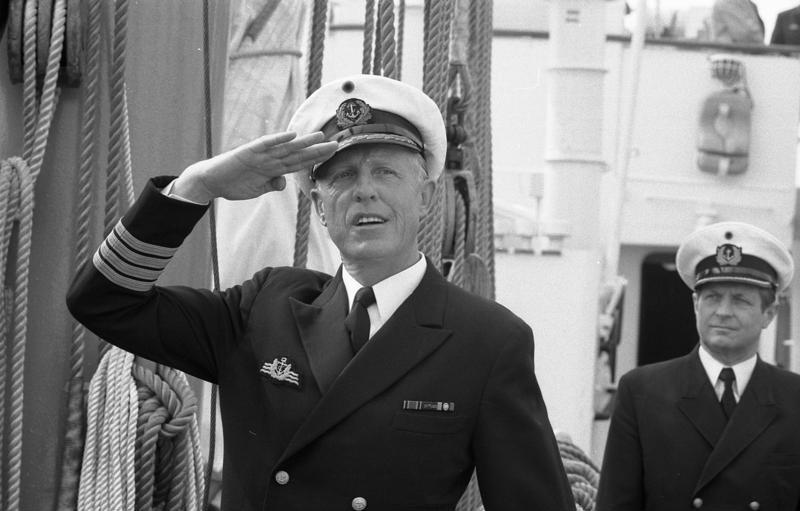
Un Kapitän zur See commandant le Gorch Fock.

Kapitän zur See est un grade d'officier utilisé dans les marines allemandes. 

## Bundesmarine et Deutsche Marine
Kapitän zur See est un grade d'officier dans la Deutsche Marine (appelée Bundesmarine de 1956 à 1990), la composante maritime de la Bundeswehr, autrement dit l'actuelle Marine militaire allemande. La base juridique de ce grade est l' Anordnung des Bundespräsidenten über die Dienstgradbezeichnungen und die Uniform der Soldaten.

## Volksmarine
Au sein de la Volksmarine, la marine militaire de la République démocratique allemande (RDA), qui a existé de 1956 à 1990, ce grade était situé au-dessus du Fregattenkapitän et en dessous du Konteradmiral.

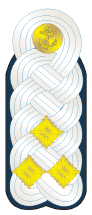
Insignes du Kapitän zur See de la Volksmarine
Insignes du Kapitän zur See de la Volksmarine

## Kaiserliche Marine, Reichsmarine et Kriegsmarine
Au sein de la Kaiserliche Marine (de 1871 à 1919), de la Reichsmarine (de 1921 à 1935) et de la Kriegsmarine (de 1935 à 1945), il était situé au-dessus du Fregattenkapitän et en dessous du Kommodore.  On peut citer Hans Langsdorff commandant de l’Admiral Graf Spee lors de la bataille du Rio de la Plata.

KptzS, Kriegsmarine
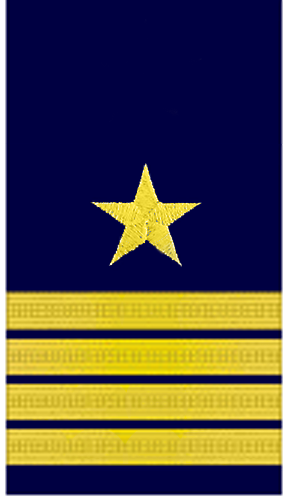

## Équivalence dans d'autres marines
Selon la classification de l'OTAN, le Kapitän zur See a pour équivalent :
- le capitaine de vaisseau ou Kapitein-ter-zee dans la Marine militaire belge ;
- le capitaine de vaisseau ou Ship-of-the-Line Captain dans la Marine royale canadienne ;
- le capitaine de vaisseau dans la Marine nationale française ;
- le captain dans la Royal Navy (Royaume-Uni) ;
- le captain dans l’US Navy.